# 2026-os MotoGP-világbajnokság
A 2026-os MotoGP-világbajnokság a sorozat hetvennyolcadik idénye lesz. A bajnokságot a Nemzetközi Motor Szövetség (FIM) szervezi és bonyolítja le, ez a szakág legmagasabb szintű bajnoksága.

## Csapatok és versenyzők
Az összes résztvevő Michelin abroncsokkal teljesíti a szezont.
| Csapat                               | Konstruktőr | Motor            | Rajtszám | Versenyző             | Fordulók |
| ------------------------------------ | ----------- | ---------------- | -------- | --------------------- | -------- |
| Aprilia Racing                       | Aprilia     | RS-GP26          | 72       | Marco Bezzecchi       |          |
| Aprilia Racing                       | Aprilia     | RS-GP26          | 89       | Jorge Martín          |          |
| Trackhouse MotoGP Team               | Aprilia     | RS-GP26          | 25       | Raúl Fernández        |          |
| Trackhouse MotoGP Team               | Aprilia     | RS-GP26          | 79       | Ogura Ai              |          |
| Ducati Lenovo Team                   | Ducati      | Desmosedici GP26 | 63       | Francesco Bagnaia     |          |
| Ducati Lenovo Team                   | Ducati      | Desmosedici GP26 | 93       | Marc Márquez          |          |
| Pertamina Enduro VR46 Racing Team    | Ducati      | Desmosedici GP26 | 49       | Fabio Di Giannantonio |          |
| Pertamina Enduro VR46 Racing Team    | Ducati      | Desmosedici GP25 | 21       | Franco Morbidelli     |          |
| BK8 Gresini Racing MotoGP            | Ducati      | Desmosedici GP25 | 54       | Fermín Aldeguer       |          |
| BK8 Gresini Racing MotoGP            | Ducati      | Desmosedici GP25 | 73       | Álex Márquez          |          |
| Castrol Honda LCR Idemitsu Honda LCR | Honda       | RC213V           | TBA      | TBA                   |          |
| Castrol Honda LCR Idemitsu Honda LCR | Honda       | RC213V           | TBA      | TBA                   |          |
| Honda HRC Castrol                    | Honda       | RC213V           | 36       | Joan Mir              |          |
| Honda HRC Castrol                    | Honda       | RC213V           | TBA      | TBA                   |          |
| Red Bull KTM Factory Racing          | KTM         | RC16             | 33       | Brad Binder           |          |
| Red Bull KTM Factory Racing          | KTM         | RC16             | 37       | Pedro Acosta          |          |
| Red Bull KTM Tech3                   | KTM         | RC16             | 12       | Maverick Viñales      |          |
| Red Bull KTM Tech3                   | KTM         | RC16             | 23       | Enea Bastianini       |          |
| Monster Energy Yamaha MotoGP Team    | Yamaha      | YZR-M1           | 20       | Fabio Quartararo      |          |
| Monster Energy Yamaha MotoGP Team    | Yamaha      | YZR-M1           | 42       | Álex Rins             |          |
| Prima Pramac Yamaha MotoGP           | Yamaha      | YZR-M1           | 88       | Miguel Oliveira       |          |
| Prima Pramac Yamaha MotoGP           | Yamaha      | YZR-M1           | TBA      | Toprak Razgatlıoğlu   |          |

| Magyarázat              | Magyarázat |
| ----------------------- | ---------- |
| Hivatalos versenyző     |            |
| Szabadkártyás versenyző |            |
| Helyettes versenyző     |            |

## Átigazolások

### Újonc versenyzők
- Toprak Razgatlıoğlu; Superbike-világbajnokság, ROKIT BMW Motorrad WorldSBK Team versenyző → Prima Pramac Yamaha MotoGP versenyző[21]

### Távozó versenyzők
- Jack Miller; Prima Pramac Racing versenyző → később versenyző